# Старо Змирново
Старо Змирново (мкд. Старо Змирново) је насеље у Северној Македонији, у јужном делу државе. Старо Змирново припада општини Битољ.

## Географија
Насеље Старо Змирново је смештено у јужном делу Северне Македоније. Од најближег већег града, Битоља, насеље је удаљено 16 km северно.
Старо Змирново се налази на западном ободу Пелагоније, највеће висоравни Северне Македоније. Насеље је смештено на висовима Облаковске планине. Надморска висина насеља је приближно 860 метара.
Клима у насељу је планинска због знатне надморске висине.

## Становништво
Старо Змирново је према последњем попису из 2021. године било без становника.
Претежно становништво су били етнички Македонци (100%). До прве половине 20. века Албанци су били искључиво становништво у насељу.
Већинска вероисповест био је православље.